# Professor Carlinhos
Carlos Roberto Rodrigues, mais conhecido como Professor Carlinhos (Natal, 26 de dezembro de 1954), é um político brasileiro. De 2005 a 2012, foi prefeito de Nova Lima, Minas Gerais.
Graduou-se em História em 1982 pela Universidade Federal de Minas Gerais UFMG.

## Eleições
Em 2004, Carlinhos, que sempre foi filiado ao Partido dos Trabalhadores, derrotou o peessedebista João Carlos; em 2008 foi reeleito, desta vez derrotando o deputado federal Vitor Penido de Barros. Em 2012, Carlinhos apoiou para sua sucessão o advogado Cássio Magnani Júnior, que acabou sendo eleito prefeito de Nova Lima.

## Governo
Carlinhos tem programas que foram implantados como Vida Nova, que visa a transferência de renda para famílias carentes.. Além do Centro Municipal de Promoção da Empregabilidade (CEMPRE) e Programa Saúde da Família (PSF)